# Топонимия Египта

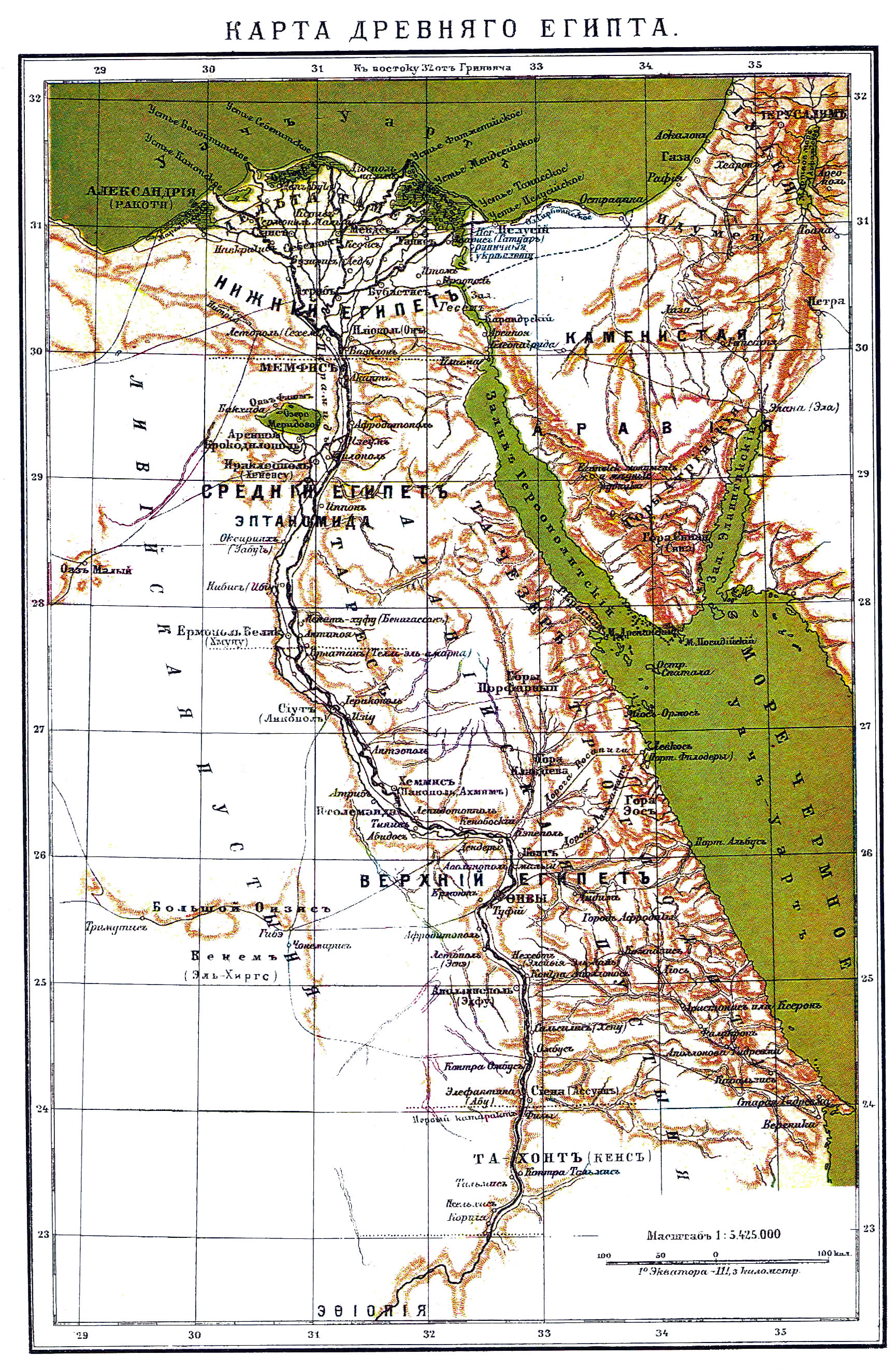
Карта Древнего Египта из энциклопедии Брокгауза и Эфрона, 1890—1897 гг.

Топонимия Египта — совокупность географических названий, включающая наименования природных и культурных объектов на территории Египта. Структура и состав топонимии обусловлены такими факторами, как многотысячелетняя история и уникальное географическое положение.

## Название страны
В древнем Египте жители именовали свою страну «Чёрной», а себя — людьми Чёрной (земли), по цвету плодородной почвы низменной долины Нила. Ещё в глубокой древности соприкасавшиеся с египтянами народы Аравийского полуострова, Передней Азии и Междуречья дали Египту своё название: «Миср» — «населённое место, город», так как их, видимо, поразила населённость Египта и большое количество городов, расположенных близко друг от друга. Современные египтяне свою страну тоже называют «Миср».
Название «Египет» происходит от древнеегипетского названия города Мемфиса — «Хикупта». В начале первого тысячелетия до нашей эры, когда древние греки стали проникать в Египет, первым из самых больших городов, который им встретился, был Мемфис на рубеже дельты и долины Нила. Его название (вернее — одно из названий) — «Хикупта» или «Айгюптос» — греки взяли за обозначение всей страны.
В Европу название страны «Египет» пришло из древнегреческого языка (др.-греч. Αἴγυπτος, а́йгюптос, в рейхлиновом, в то время наиболее распространённом прочтении — э́гиптос), где являлось передачей Хи-Ку-Пта (букв. «Дом Ка Пта») — египетского названия Мемфиса.

## Формирование и состав топонимии
По оценке В. А. Жучкевича, топонимия Египта несколько отличается от топонимии других стран Северной Африки. Многие города здесь существовали со времён Древнего Египта и сохраняли свои названия на протяжении тысячелетней истории. Консервативная древнеегипетская письменность сохранила начертания некоторых таких топонимов, которые, в свою очередь, оказали большую помощь в расшифровке древнеегипетских текстов. Сопоставление этих текстов с некоторыми кушитскими языками северо-востока Африки и древней топонимией Эфиопии могло бы содействовать разрешению ряда вопросов возникновения и культуры Древнего Египта.
В топонимии Египта можно выделить следующие стратиграфические пласты:
1. Древнеегипетские топонимы (до греческого завоевания). К ним можно отнести такие как Меннефир (Мемфис), Хент-Мик (Ахим), Сунну (Асуан), Тин, Сиут (Ассиут), Шмун (Ашмунен), Секем (Аусим), Бахдет (Дедфу) и другие. Все они были ассимилированы арабским языком и претерпели трансформацию на протяжении тысячелетий;
2. Древнегреческие топонимы (примерно с IV века до н. э.). К этой группе относятся Александрия, Бусисрис (Абусир), Фивы, Гелиополис (Айн-аш-Шамас), Омбос (Ком-Омбо), Дамиетта, Кенополь (Кена), Тентира (Дендера) и другие. Эти названия также претерпели трансформацию, хотя и в меньшей степени, чем древнеегипетские;
3. Древнекоптские названия, сформировавшиеся до арабского завоевания (VII век): Коптос, Гиза, Гирга, Исна и другие;
4. Арабские названия, появившиеся после X века н. э. — Каир, Луксор, Эль-Милья, Эль-Кусья, Эль-Фашн, Эль-Мансура, Ашмун, Абу-Кебир, Эс-Суваф и другие.

Вышеуказанные топонимы относятся лишь к дельте и долине Нила, сравнительное соотношение их численности таково: к 1 группе относится 3-5 %, ко 2-й — 2-4 %, к 3-й — 7-10 % и к 4-й — 80-85 % названий.